# Hyperolius nienokouensis
Hyperolius nienokouensis är en groddjursart som beskrevs av Rödel 1998. Hyperolius nienokouensis ingår i släktet Hyperolius och familjen gräsgrodor. IUCN kategoriserar arten globalt som starkt hotad. Inga underarter finns listade i Catalogue of Life.